# Bernal Díaz del Castillo
Bernal Díaz del Castillo (Medina del Campo, Espanha 1492 - Guatemala, 1584) foi um conquistador e cronista espanhol, que escreveu um relato da conquista espanhola do México liderada por Hernán Cortés, junto de quem serviu.  
Partiu para as Caraíbas em  1514, quando ainda era um jovem de pouco mais de vinte anos de idade. Era de baixa instrução escolar e que não contava com riquezas em sua terra natal. Permaneceu dois anos na recém-conquistada ilha de Cuba onde nenhuma oportunidade preencheu seus interesses.
Como a população nativa da ilha se esgotava, devido à submissão ao trabalho escravo e às epidemias trazidas pelos europeus, o então governador organizou uma pequena expedição às ilhas vizinhas do Caribe, com o objetivo de capturar novos índios, para reduzi-los à escravidão e vendê-los aos fazendeiros e colonos espanhóis de Cuba. 
Bernal fez parte desta expedição de 1517 que, sob as ordens do capitão Francisco Hernández de Córdoba, descobriu as costas do Iucatã, depois de penosas e perigosas travessias, regressando a Cuba no mesmo ano, em condições desastrosas.
No final do ano seguinte, Bernal embarcou em outra expedição, desta feita comandada por Juan de Grijalva com a finalidade de explorar as terras então descobertas e, retornando a Cuba pela segunda vez, acabou se alistando com Hernán Cortés, a quem seguiu definitivamente. 
Bernal Díaz de Castillo foi testemunha e participante dos principais sucessos na queda das grandes civilizações mesoamericanas, tais como as dos Estados Maias e Império Asteca, escapando surpreendentemente da morte. Ele mesmo diz que : 
... nenhum capitão nem soldado passou por esta Nova Espanha três vezes seguidas, uma atrás da outra, como eu; de maneira que sou o mais antigo descobridor e conquistador que tenha havido ou que haja na Nova Espanha....
Segundo parecer de vários historiadores, Bernal é pessoa idônea e autorizada para nos reportar sobre a epopéia dos espanhóis na América no Século XVI.
Bernal frequentemente conversava com seus companheiros de armas sobre o tema da conquista da Nova Espanha; esse contínuo evocar dos acontecimentos foram formando nele algumas idéias que mais tarde deram lugar a um conjunto de narrações. Recorre a suas recordações reforçado por seus companheiros e é por isto que sua obra pode ser considerada coletiva o que a isenta de elementos subjetivos.
Em sua obra História Verdadeira da Conquista da Nova Espanha nos adverte que ele não sabe latim nem foi à universidade mas isto não era impedimento porque ... escreve : 
... mas o que hoje vi e com que estive lutando, como boa testemunha ocular e o descreverei, com a ajuda de Deus, muito sinceramente, sem torcer nem para uma parte nem outra...
Sua obra está constituída pelo que viu e nela plasma sua experiência pessoal. Durante o transcurso de suas narrações nos indica quais os sucessos que presenciou, quais a ele foram contados por seus companheiros e quais houve por bem saber por papéis escritos que acessou.